# Агулские Белки
Агу̀лские Белкѝ (на руски: Агульские Белки) е планински хребет в централните части на планината Източни Саяни, основно в крайната западна част на Иркутска област и частично в Красноярски край. Хребетът се простира на протежение от около 80 km в меридионална посока, между долините на реките Агул (десен приток на река Кан) на запад и Тогул (ляв приток на Бирюса, и двете реки са от басейна на Енисей) на изток. На юг се свързва с главното било на Източните Саяни, а на север бавно потъва в междуречието на двете реки. На запад от него се простира нископланинската област Канско Белогорие (също част от планината Източни Саяни), а източно от него и река Тогул Джуглимския хребет. Средна височина около 2000 m, максимална 2626 m, намираща се в изворите на река Агул. Хребетът е изграден от кристализирали варовици, шисти и доломити. Релефът е с алпийски характер и има малки ледници. По върховете преобладават обширни каменисти участъци и планинска тундра, а по склоновете и в долините на реките – иглолистна планинска тайга. В западната част на хребета се намира Кинзелюкския водопад. Името на хребета произлиза от диалектното „белки“ – „връх на планина, покрит със сняг“.